# Agapetus incurvatus
Agapetus incurvatus är en nattsländeart som först beskrevs av Douglas E. Kimmins 1953.  Agapetus incurvatus ingår i släktet Agapetus och familjen stenhusnattsländor. Inga underarter finns listade i Catalogue of Life.